# Aurilacspets
Aurilacspets är spetsar tillverkade i den franska staden Aurilac. Spetsarna benämndes Point d'Aurillac och var handknypplade av främst guld- och silvertråd. Spetsarna var mycket efterfrågade i Spanien vilket också har givit dem namnet Point d'Espagne.